# Detane
Detane (cirill betűkkel Детане) település Szerbiában, a Raškai körzet Tutini községében.

## Népesség
- 1948-ban 276 lakosa volt.
- 1953-ban 320 lakosa volt.
- 1961-ben 377 lakosa volt.
- 1971-ben 293 lakosa volt.
- 1981-ben 234 lakosa volt.
- 1991-ben 319 lakosa volt.
- 2002-ben 224 lakosa volt,[1] akik közül 210 bosnyák (93,75%), 12 szerb (5,35%), 1 német és 1 ismeretlen.[2]